# Relativklassenzahl
Die Relativklassenzahl ist ein mathematischer Begriff aus dem Bereich der algebraischen Zahlentheorie.
Sei {\displaystyle K} ein abelscher Zahlkörper, d. h. {\displaystyle K/\mathbb {Q} } eine endliche, galoissche Körpererweiterung mit abelscher Galoisgruppe. (Nach dem Satz von Kronecker-Weber ist {\displaystyle K} Teilkörper eines Kreisteilungskörpers.)
Sei nun {\displaystyle K} in die komplexen Zahlen eingebettet und {\displaystyle K^{+}:=K\cap \mathbb {R} } der reelle Teilkörper. Sei {\displaystyle h} die Klassenzahl von {\displaystyle K} und {\displaystyle h^{+}} die von {\displaystyle K^{+}}. Dann ist {\displaystyle h^{-}:={\frac {h}{h^{+}}}} ganzzahlig und heißt die Relativklassenzahl von {\displaystyle K}.
Allgemeiner ist diese Konstruktion möglich für CM-Körper, d. h. imaginärquadratische Erweiterungen total reeller Zahlkörper. Ein Zahlkörper {\displaystyle K} heißt total reell, wenn das Bild jeder Einbettung {\displaystyle K\to \mathbb {C} } in {\displaystyle \mathbb {R} } enthalten ist. "CM" steht für complex multiplication und weist auf den Zusammenhang mit abelschen Varietäten mit komplexer Multiplikation hin.
Die Klassenzahlen der Kreisteilungskörper sind für die historischen Beweisansätze des großen fermatschen Satzes von Bedeutung (vgl. Großer fermatscher Satz#Alle regulären Primzahlen sowie reguläre Primzahl). Die Relativklassenzahl taucht in dem Zwischenschritt
{\displaystyle p\mid h_{p}\iff p\mid h_{p}^{-}\iff p\mid B_{j}\ {\text{für ein}}\ j=2,4,\ldots ,p-3}
auf (vgl. Bernoulli-Zahlen).